# Karakuchi, Tirthahalli
Karakuchi là một làng thuộc tehsil Tirthahalli, huyện Shimoga, bang Karnataka, Ấn Độ.